# Apple Mail
Apple Mail (oficialmente conocido como Mail) es un cliente de correo electrónico incluido por Apple Inc. con sus sistemas operativos macOS, iOS y watchOS . Apple Mail surgió de NeXTMail, que fue desarrollado originalmente por NeXT como parte de su sistema operativo NeXTSTEP, después de la adquisición de NeXT por Apple en 1997.
La versión actual de Apple Mail utiliza SMTP para el envío de mensajes, POP3, Exchange e IMAP para la recuperación de mensajes y S / MIME para el cifrado de mensajes de un extremo a otro. También está preconfigurado para funcionar con proveedores de correo electrónico populares, como Yahoo! Mail, AOL Mail, Gmail, Outlook e iCloud (anteriormente MobileMe ) y es compatible con Exchange . iOS presenta una versión móvil de Apple Mail con soporte agregado de Exchange ActiveSync (EAS), aunque perdió de forma notoria la funcionalidad de adjuntar archivos para responder correos electrónicos hasta el lanzamiento de iOS 9 . EAS no es compatible con la versión macOS de la aplicación Mail de Apple, el problema principal es que los mensajes enviados se duplicaran incorrectamente en la bandeja de entrada, que luego se propaga mediante sincronización a todos los demás dispositivos, incluido iOS.
Las funcionalidades de Apple Mail incluyen la capacidad de configurar el software para recibir todas las cuentas de correo electrónico de un usuario en una lista, la capacidad de archivar correos electrónicos en carpetas, la capacidad de buscar correos electrónicos y la capacidad de agregar firmas automáticamente a los correos electrónicos salientes. También se integra con la lista de contactos, calendario, mapas y otras aplicaciones.

## Historia

### NeXTMail
Apple Mail fue desarrollado originalmente por NeXT como NeXTMail, la aplicación de correo electrónico para su sistema operativo NeXTSTEP. Soportaba formato de texto enriquecido con imágenes y mensajes de voz, y correos electrónicos MIME. También admitía texto sin formato (TUI) para permitir la compatibilidad con versiones anteriores.
Cuando Apple comenzó a adaptar NeXTSTEP para convertirse en Mac OS X, tanto el sistema operativo como la aplicación pasaron por varias etapas mientras se desarrollaba. En una versión beta (nombre en clave "Rhapsody") y en otras versiones preliminares de Mac OS X, Mail se conocía como MailViewer. Sin embargo, con la tercera versión para desarrolladores de Mac OS X, la aplicación volvió a ser conocida simplemente como Mail.

### Primer lanzamiento
Apple Mail se incluyó en todas las versiones de macOS hasta Mac OS X Panther, que se lanzó el 24 de octubre de 2003. Se integró con otras aplicaciones de Apple como Address Book, iChat e iCal . Algunas de las características que permanecen en la versión más reciente de Mail incluyen reglas para buzones de correo, filtrado de correo basura y administración de múltiples cuentas.

### Mac OS X Tiger
En Mac OS X Tiger (versión 10.4), la versión 2 de Mail incluía un formato propietario de un solo mensaje por archivo (con la extensión de nombre de archivo .emlx ) para permitir la indexación por Spotlight . Las características adicionales fueron:
- "Buzones de correo inteligentes" que utilizaban la tecnología Spotlight para clasificar el correo en carpetas.
- La capacidad de marcar mensajes con una prioridad baja, normal o alta y utilizar estas prioridades en las reglas del buzón y los buzones inteligentes.
- Herramientas para cambiar el tamaño de las fotos antes de enviarlas para evitar adjuntos de correo electrónico de gran tamaño.
- La capacidad de ver imágenes enviadas por correo electrónico como una presentación de diapositivas a pantalla completa.
- Controles parentales para especificar quién puede enviar correos electrónicos a los niños.
- Composición de mensajes en HTML .

La nueva versión también cambió la interfaz de usuario de los botones de la barra de herramientas. Mientras que los botones anteriores tenían formas definidas independientes, los nuevos botones presentaban formas dentro de una cápsula en forma de rombo . Esto era peor para la usabilidad según muchos usuarios, e incluso las propias pautas de interfaz humana de Apple en ese momento. Estaba disponible una aplicación de terceros de código abierto que revertía los iconos a sus formas anteriores. Sin embargo, Apple actualizó sus pautas para incluir botones en forma de cápsula y la nueva interfaz de usuario persistió.

### Mac OS X Leopard
En Mac OS X Leopard (versión 10.5), la versión 3 de Mail incluía la opción de diseños personalizados de correo electrónico, cómo si fuera una tarjeta de visita/regalo, los diseños estaban en formato HTML estándar. Además, ofrecía creación de notas y creación de listas tareas pendientes (que se podían sincronizar con iCal ), así como un lector de RSS incorporado. También introdujo el soporte de IMAP IDLE permitiendo la sincronización instantánea.

### Mac OS X Snow Leopard
Mac OS X Snow Leopard (versión 10.6) trajo compatibilidad con Microsoft Exchange Server 2007 tanto para la aplicación de Apple Mail cómo para las aplicaciones de iCal y Address Book incluidas con OS X 10.6.

### Mac OS X Lion
En Mac OS X Lion (versión 10.7), Mail presentaba una interfaz de usuario rediseñada similar a la de un iPad. Esta nueva versión tiene novedades como: posibilidad de entrar en pantalla completa, una interfaz de búsqueda de mensajes actualizada, soporte para Microsoft Exchange Server 2010 y Yahoo! Correo (vía IMAP). También se agregó la capacidad de agrupar mensajes por tema de manera similar a Mail en iOS 4 . La función de rebote, en la que los correos electrónicos no deseados podían devolverse al remitente, se eliminó, al igual que la compatibilidad con el correo electrónico push de Exchange.

### OS X Mountain Lion
En OS X Mountain Lion (versión 10.8), Mail recibió la posibilidad de etiquetar cómo VIP a otras cuentas de correo electrónico, búsqueda en línea al estilo Safari de palabras dentro de un mensaje de correo electrónico, la capacidad de sincronizarse con iCloud y nuevas funciones para compartir. Notes se dividió en una aplicación independiente. Se eliminó el lector de RSS y la posibilidad de crear listas de tareas pendientes.

### OS X Mavericks
En OS X Mavericks (versión 10.9), Mail dejó de admitir mensajes en texto plano MIME multipart/alternative y solo retuvo la versión HTML o de texto enriquecido.

### OS X Yosemite
En OS X Yosemite (versión 10.10), Mail introdujo Markup (anotación en línea de archivos PDF o de imagen) y Mail Drop (carga automáticamente archivos adjuntos a iCloud y envía un enlace en el mensaje en lugar de todo el archivo).

### OS X El Capitán
En OS X El Capitan (versión 10.11), se agregó un filtro a la lista de mensajes para filtrar por varias opciones, como No leído, Marcado o mensajes con archivos adjuntos. La pantalla de conversación también se rediseñó y se implementaron varias optimizaciones de ahorro de espacio en disco. También se agregó soporte a las notificaciones en streaming para cuentas de Exchange.

### macOS Mojave
Se agregó soporte para el nuevo "modo oscuro" de macOS a Mail.

### macOS Catalina
Se agregó soporte para bloquear remitentes, cancelar suscripciónes, silenciar hilos y opciones de diseño.